# Daspletosaurus
Daspletosaurus („Strašlivý ještěr“) byl rod velkého dravého dinosaura (teropoda) z čeledi Tyrannosauridae, který žil v období svrchní křídy na území západu Severní Ameriky (Alberta v Kanadě a Montana v USA).

## Popis
Daspletosaurus byl blízkým příbuzným populárního rodu Tyrannosaurus, byl však mírně menší (délka asi do 10 metrů, hmotnost kolem 3 tun) a žil o několik milionů let dříve. Je dokonce pravděpodobné, že daspletosaurus byl přímým vývojovým předkem svého většího „bratrance“. Tento rod byl dříve často zaměňován s velmi podobným rodem Gorgosaurus, dnes je však zřejmé, že šlo o dva samostatné teropody. S gorgosaurem nicméně sdílel ekosystémy v rámci souvrství Dinosaur Park, a to po dobu nejméně půl milionu let. V současnosti jsou fosilie daspletosaurů i jiných dinosaurů rekonstruovány také za pomoci moderních technologií (například 3D tiskáren).
Výborně zachovaná zkamenělina mláděte daspletosaura (TMP 1994.143.1) pomohla upřesnit představy o ontogenezi (individuálním vývoji) tohoto rodu i tyranosauridů obecně. V roce 2020 byla publikována popisná studie části lebky odrostlého mláděte daspletosaura s odhadovanou délkou těla 6,4 metru.
První potenciální fosilie embryí tyranosauridů (možná právě daspletosaurů) byly objeveny v podobě malé čelistní kosti a drápu z nohy v souvrství Two Medicine a v souvrství Horseshoe Canyon na území kanadské Alberty. Jednalo se o velmi malé exempláře o délce asi 0,7 a 1,0 metru, pravděpodobně dosud nevylíhlá nebo jen krátce vylíhnutá mláďata - kromě daspletosaura se mohlo jednat o juvenilní exempláře rodů Albertosaurus nebo Gorgosaurus.
Síla čelistního stisku tohoto obřího teropoda byla odhadnuta na 8 385 newtonů v přední části čelistí a na 16 641 newtonů v zadní části čelistí.

## Druhy a zařazení
- Daspletosaurus horneri Carr et al., 2017 (souvrství Two Medicine, Montana)
- Daspletosaurus torosus Russell, 1970 – typový druh (souvrství Judith River a souvrství Oldman, Alberta)
- Daspletosaurus wilsoni Warshaw & Fowler, 2022 - souvrství Judith River, Montana[10]

Daspletosaurus spadal do čeledi Tyrannosauridae, podčeledi Tyrannosaurinae a kladu Daspletosaurini, který tvořil se sesterským rodem Thanatotheristes. Vývojové vztahy a průběh evoluce u daspletosaura a dalších tyranosauridů je nicméně stále otevřenou otázkou, do značné míry závislou na podobě výzkumu a množství i kvalitě vstupních informací pro fylogenetické analýzy.

## Paleobiologie
Podle vědecké studie, publikované v roce 2009 je možné, že mnozí tyranosauridi trpěli obdobou současné trichomonózy, tedy onemocněním, způsobeným parazitickými prvoky. V současnosti tímto onemocněním trpí měkkozobí a hrabaví ptáci, potažmo dravci, u kterých je způsobeno prvokem bičenkou drůbeží (Trichomonas gallinae). U tyranosaurů, daspletosaurů a albertosaurů bylo toto onemocnění diagnostikováno na základě výrazných lézí (kruhových otvorů) na čelistech.
Daspletosauři lovili velké kachnozobé dinosaury (jako byl rod Hypacrosaurus), v menší míře pak pravděpodobně i rohaté ceratopsidy a "obrněné" ankylosaury.
Počítačové modelace populačních křivek pro dobře zastoupené taxony ukazují, že daspletosauři zažívali větší mortalitu (úmrtnost) pouze v mladém věku (zhruba do 5 let), později už byla míra jejich mortality statisticky víceméně konstatní.

## V populární kultuře
Daspletosaurus je hlavní postavou jednoho dílu televizní dokumentární série Dinosaur Planet (Little Das' Hunt) z roku 2003. V tomto díle rodina daspletosaurů útočí na zraněného jedince maiasaury. V roce 2011 se objevuje také v novém trikovém dokumentu z produkce BBC Planet Dinosaur (Last Killers). Mezi populární exempláře tohoto dravého dinosaura patří například kostra zvaná "Pete III.", umístěná v současnosti v expozici Cincinnati Museum Center.
Významným exemplářem tohoto teropoda byl také "Gorgeous George" ("úchvatný George"), po dlouhá desetiletí vévodící přírodovědeckému muzeu v Chicagu.
Již v 19. století byly v Jižní Americe objevovány fosilie sebecidních krokodylomorfů (jako je rod Barinasuchus), jejichž čelisti připomínaly čelisti teropodů (přímo je zmiňován právě rod Daspletosaurus). Tito menší až obří terestričtí krokodylomorfové byli jakýmisi ekologickými obdobami velkých teropodních dinosaurů, žijících v období druhohor. Někteří badatelé se dříve dokonce domnívali, že fosilie sebekosuchidů patří právě teropodním dinosaurům, kteří v Jižní Americe přežili hluboko do období kenozoika.